# Elke Warmuth
Elke Warmuth (Oybin, 25 de dezembro de 1949) é uma matemática alemã, que trabalha com estocástica e didática da matemática.

## Formação e carreira
Após o Abitur em Halle (Saale) estudou de 1968 a 1973 na universidade em Breslau.
Em 1973 começou a trabalhar no Instituto de matemática da Academia de Ciências da Alemanha Oriental, onde obteve um doutorado em 1977, orientada por Klaus Matthes, com a tese Stationäre unbegrenzt teilbare rekurrente Punktprozesse. Em 1986 foi para a Universidade Humboldt de Berlim.

## Publicações selecionadas
- M. Adelmeyer, E. Warmuth: Finanzmathematik für Einsteiger. Vieweg Verlag, Braunschweig und Wiesbaden 2003, 2005. ISBN 3-52813-185-3
- com W. Warmuth: Elementare Wahrscheinlichkeitsrechnung. Vom Umgang mit dem Zufall. B. G. Teubner, Stuttgart und Leipzig 1998.
- com J. Kramer: Schnittstelle Schule — Hochschule: Berliner Aktivitäten zur mathematischen Bildung. In: MDMV. Volume 15, 2007, p. 228–237.